# Pašijové hry (album)
Pašijové hry je koncertní album české undergroundové skupiny The Plastic People of the Universe. Skupina na tomto albu doprovází Agon Orchestra, kterou řídí Petr Kofroň. Album bylo nahrané 24. dubna 2004 v Pražském divadle Archa. Skladby pocházejí ze studiového alba Pašijové hry velikonoční z roku 1980. Na albu se také podílel Pavel Zajíček ze skupiny DG 307, který se podílel i na původní studiové verzi alba.

## Seznam skladeb
| Pořadí | Název                      | Délka |
| ------ | -------------------------- | ----- |
| 1.     | Exodus 12                  |       |
| 2.     | Nebo Jití jest Hospodinovo |       |
| 3.     | Kázání na hoře             |       |
| 4.     | Nepotřebujeme krále        |       |
| 5.     | Čist jsem od krve          |       |
| 6.     | Zhřešil Jsem               |       |
| 7.     | Trojjediná                 |       |
| 8.     | Otče                       |       |
| 9.     | Noc temná                  |       |

## Sestava

### The Plastic People of the Universe
- Vratislav Brabenec – saxofon, hlas, sbor
- Josef Janíček – klávesy, hlas, sbor
- Jiří Kabeš – elektrická viola, hlas, sbor
- Ludvík Kandl – bicí, hlas, sbor
- Joe Karafiát – elektrická kytara, sbor
- Eva Turnova – baskytara, zpěv, sbor

### Agon Orchestra
- Martin Čech – flétna, pikola, sbor
- Tomáš Čistecký – klarinet, tenorsaxofon, sbor
- Karel Dohnal – basklarinet
- Tomáš Hustoles – barytonsaxofon
- Jan Musil – lesní roh, sbor
- Ladislav Kozderka – trubka, sbor
- Ivo Kopecký – pozoun
- Jan Jaroš – tuba
- Tibor Adamský – perkuse
- Daniel Mikolášek – perkuse
- Michal Nejtek – klavinet, klavír
- Jan Šimůnek – housle, sbor
- Vladimír Klánský – housle, sbor
- Igor Lecian – housle, sbor
- Veronika Vališová – housle, sbor
- Pavel Hořejší – viola, sbor
- Mikoláš Čech – viola, sbor
- Kryštof Lecian – violoncello
- Vít Petrášek – violoncello
- Ivan Bierhanzl – kontrabas

- Petr Kofroň – dirigent

### Host
- Pavel Zajíček – hlas